# 10664 Phemios
10664 Phemios (5187 T-2) là một Trojan của Sao Mộc. It was named for the poet Phemios in Homer's epic poem The Odyssey.